# Mørkfoss
Mørkfoss är en by och ett där liggande vattenfall i älven Glomma i Indre Østfolds kommun i Østfold fylke i sydöstra Norge. Byn och vattenfallet ligger strax nedanför insjön Øyeren. Vattenfallet har i genomsnitt en fallhöjd av 10,5 meter, och anses representera omkring 23 000 hästkrafter. Vattenfallet var inköpt av den norska staten för användning till elektrisk järnvägsdrift.
Tidigare har byn tillhört dåvarande Trøgstads kommun.